# Nicolas Berenger
Pour les articles homonymes, voir Bérenger.
Nicolas Berenger, né le 14 octobre 1972  à Réduit sur l'île Maurice, est un navigateur et un skipper professionnel français.
Depuis le début de sa carrière de marin, il a parcouru plus de 40 000 milles en course au large (dont quelques-uns sur des Ultimes, sept ans en trimaran Orma, sept solitaires du Figaro, deux Cap Istabul, deux AG2R La Mondiale...). Depuis 1994, il a glané au total neuf titres de champion de France dans plusieurs catégories, disputé une dizaine de Tour de France à la Voile (en Jod 35, Farr 30 et M34), et accumulé près de 75 % de victoires depuis 2009 sur le circuit Longtze.

## Biographie
Il habite à La Grande-Motte dans l'Hérault. Il est marié et a deux enfants.
Pendant ses études à l'École supérieure de commerce en France, il enchaîne pendant plus de deux ans les régates en monotype et les succès, tour à tour tacticien, barreur, régleur ou à l’œuvre sur la plage avant.
En mai 2009, il termine 10e sur le circuit Figaro de la Solo Concarneau. En juin de la même année, il se classe 2e en Figaro, à seulement un point du premier, lors de la Quiberon Solo qui se jouait dans la baie de Quiberon. En août, il finit 8e de la célèbre Solitaire du Figaro dans un parcours entre la France, l'Espagne et l'Irlande.
Depuis 2009, c'est surtout dans la catégorie Longtze qu'il réalise ses principaux faits d'armes. Il remporte dès février de cette année-là la première étape du circuit lors de la Primo Cup à Monaco. En mai, il finit 8e du Grand Prix de l'école naval (GPEN) pour la deuxième étape du circuit Longtze. En juin, il remporte la 3e étape lors de la Deauville International Week à Deauville.
En 2010, il gagne la Primo Cup à Monaco sur le Longtze « Un maillot pour la vie ».
Skipper du Longtze Beijaflore à partir de la saison 2010-2011, il remporte alors nombre de régates et de titres dans cette catégorie. Avec son équipage de marins de l'Essec-Voile, il gagne successivement la Longtze Student Cup en 2011-2012 et 2012-2013. En septembre 2013, il est sacré champion du monde de Longtze avec Edouard Masse (équipier d'avant/numéro un), Sylvain Chtounder (régleur de voiles) et Jonathan Lobert (tacticien). Invaincu sur quasiment toute l'année 2014 après 5 victoires en 5 courses (Primo Cup à Monaco / Spi Ouest France / GPEN / Grand Prix de Suisse / Lago di Garda en Italie), son équipage Beijaflore passe tout près du grand chelem mais doit finalement y renoncer lors du dernier rendez-vous de la saison, Novembre à Hyères. Nicolas Bérenger, Edouard Masse, Frédéric Brousse et Jean-Baptiste Marcon y décrochent une troisième place, suffisante toutefois pour leur permettre de remporter le Longtze European Tour pour la deuxième année consécutive.
Nicolas se prépare actuellement avec son équipage à participer au Tour de France à la voile 2015. Il fait partie des 31 skippers inscrits à la prochaine édition qui se déroulera du 3 au 26 juillet entre Dunkerque et Nice, en passant par Fécamp, Pornichet, Roscoff, Les Sables d'Olonne, Roses (Espagne), Gruissan et Marseille.

## Palmarès
- 1992 : Vice-champion d'Europe de Formule 28 et 3e aux Championnats du monde
- 1995 : 1er au Championnat de France de Match Racing D2
- 1996 : 1er au Championnat de France Espoir - 16e de la Solitaire du Figaro
- 1997 : 4e du tour de France à la voile - 1er de la Route des Îles
- 2001 : 4e du tour de France à la voile
- 2002 : 4e du tour de France à la voile
- 2004 :
  - 18e de la Solitaire Afflelou Le Figaro
  - 3e de la Transat’ Lorient-St-Barth’ avec Romain Attanasio sur Port Trebeurden
- 2005 : 13e de la Solitaire Afflelou Le Figaro - 3e de la Roma per Due - 2e du Tour de Bretagne à la voile
- 2006 : 19e de la Solitaire Afflelou Le Figaro - 11e de la Transat AG2R Lorient/St-Barthélemy
- 2007 : 11e de la Solitaire Afflelou Le Figaro - Vainqueur de la Cap Istanbul en compagnie de Thierry Chabagny
- 2008 : 7e de la Solitaire Afflelou Le Figaro - Vainqueur de la Cap Istanbul en solitaire - Vice-champion de France de la Course au Large en Solitaire
- 2009 : Vainqueur de la Primo Cup à Monaco et de la Deauville International Week sur Longtze KONE MonoSpace
- 2009 : 8e du Grand Prix de l'école naval sur Longtze KONE MonoSpace[1]
- 2009 : 2e de la Quiberon Solo, 8e de la Solitaire du Figaro et 10e de la Solo Concarneau sur Figaro KONE Elevators
- 2010 : Vainqueur de la Primo Cup à Monaco sur Longtze sous les couleurs de « Un maillot pour la vie » (association qui accompagne les enfants hospitalisés)
- 2011 : Champion du monde de Longtze sur « Un maillot pour la vie »
- 2012 : Vainqueur de la Longtze Student Cup sur Longtze Beijaflore
- 2013 : Vainqueur de la Longtze Student Cup sur Longtze Beijaflore
- 2013 : Champion du monde de Longtze sur Longtze Beijaflore
- 2013 : Vainqueur du Longtze European Tour sur Longtze Beijaflore
- 2014 : Champion de France de Longtze sur Longtze Beijaflore
- 2014 : Vainqueur du Longtze European Tour sur Longtze Beijaflore